# Mirto (Likör)

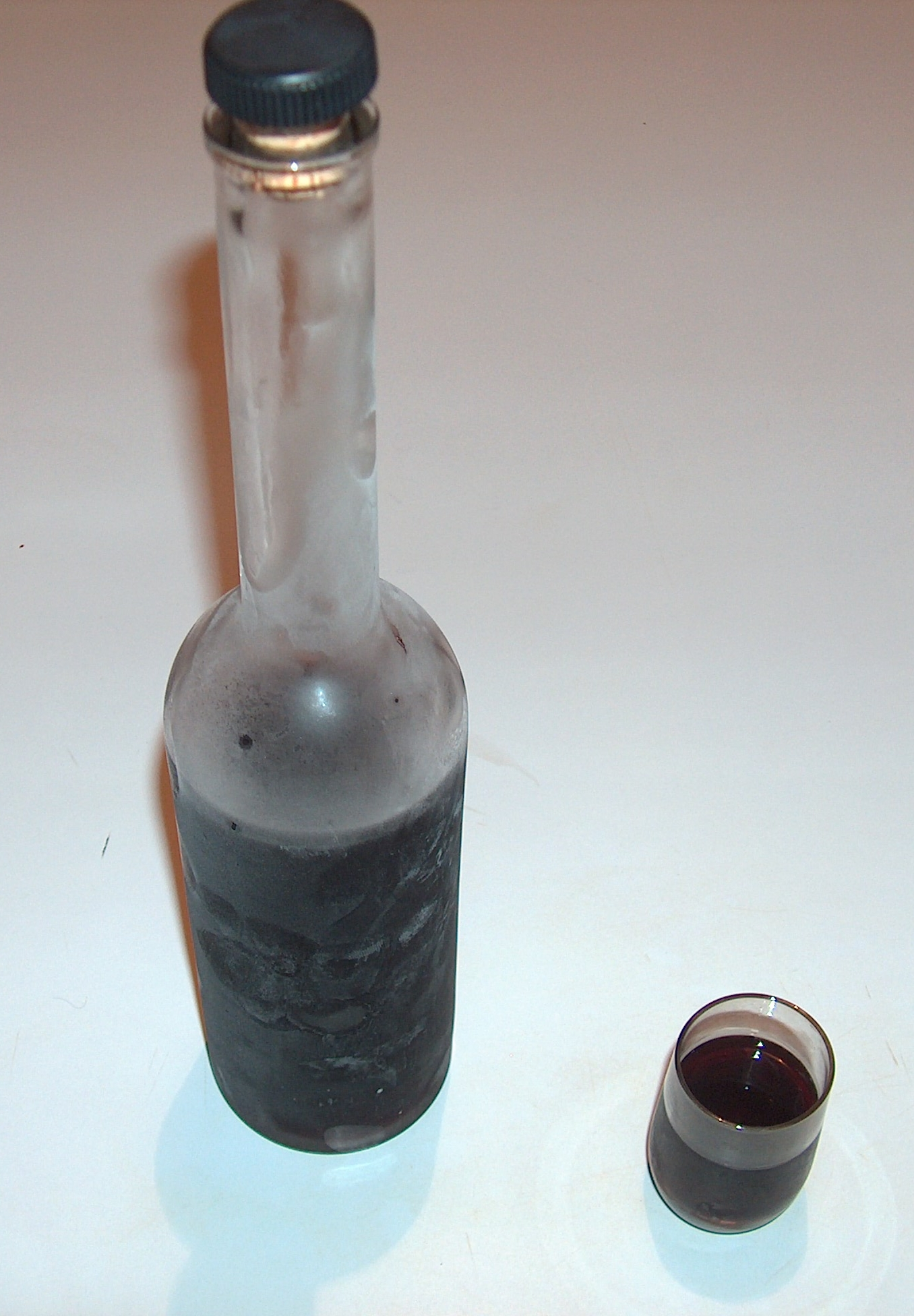
Mirto Rosso

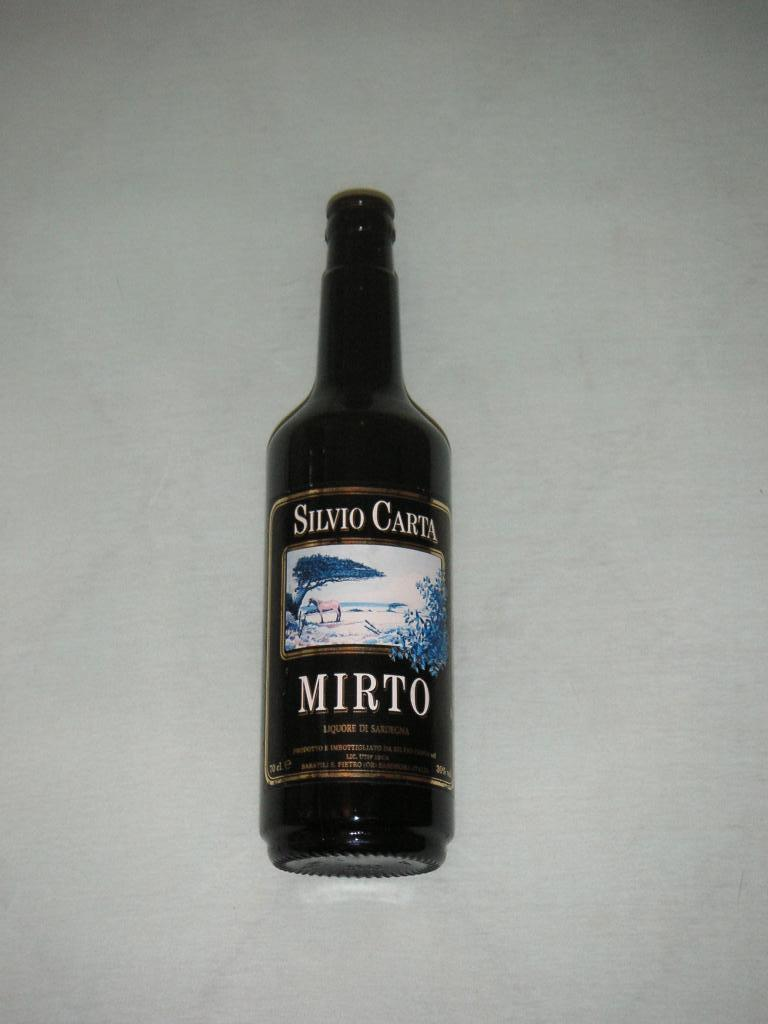
Mirtoflasche

Der Mirto (sardisch licore de murta, korsisch licòr di mortula) ist ein mit Pflanzenteilen der Myrte gewonnener Likör, der auf Sardinien und auf Korsika sowie einigen dalmatinischen Inseln erzeugt und getrunken wird. Es gibt zwei Varianten:
- Der Mirto Rosso ‚roter Mirto‘, ist ein "süßer" Likör aus den Beeren,
- der Mirto Bianco ‚weißer Mirto‘, ist ein "trockener" Likör aus den Blättern und Blüten.

In Italien im südlichen Teil der Toskana, in der Maremma, wird der süße und sehr aromatische Mirto di Maremma in Handarbeit hergestellt. Er hat einen Alkoholgehalt von 30 %. Am besten trinkt man diesen Likör kalt.
Auch auf einigen dalmatinischen Inseln (Brač, Hvar) wird von den Früchten der Myrte (kroatisch Martina) ein gleichnamiger Magenlikör hergestellt. Auf einen Liter Grappa (kroatisch: Lozovača) werden ca. 70 Gramm ausgereifte Myrtenbeeren „aufgesetzt“. Nach einer Reifezeit von minimal drei Monaten wird aus dem ursprünglich klaren Lozovaca ein tiefschwarzer, teerfarbener Likör, wobei von dem ursprünglichen Alkoholgehalt ein Gutteil in den Beeren verbleibt, sodass die Martina in der Regel nicht mehr als 30 % Alkohol enthält.